# Madelunggleichungen
Die Madelunggleichungen sind eine von Erwin Madelung (1881–1972) formulierte Alternative der Schrödingergleichung.
Ersetzt man dort die komplexe Funktion {\displaystyle \psi } durch ihren Betrag {\displaystyle \rho } und ihre Phase {\displaystyle S} gemäß {\displaystyle \psi ={\sqrt {\rho }}\;e^{{\frac {i}{\hbar }}S}}, so erhält man die Madelunggleichungen:
1. {\displaystyle \partial _{t}\rho +{\frac {1}{m}}\nabla (\rho \nabla S)=0}
2. {\displaystyle \partial _{t}S+{\frac {1}{2m}}(\nabla S)^{2}+V(x)-{\frac {\hbar ^{2}}{2m}}{\frac {\Delta {\sqrt {\rho }}}{\sqrt {\rho }}}=0,}

wobei {\displaystyle V} das Potential aus der Schrödingergleichung ist.
Die erste dieser beiden Gleichungen hat die Form einer Kontinuitätsgleichung, 
die zweite ist eine Hamilton-Jacobi-Gleichung (siehe Kanonische Gleichungen).

## Interpretation
{\displaystyle S} wird als Wirkung interpretiert, {\displaystyle \nabla S} als Impuls. Die Madelunggleichungen lassen sich als Quanten-Euler-Gleichungen (Strömungsmechanik) deuten wie folgt:
1. {\displaystyle \partial _{t}\rho _{m}+\nabla \cdot (\rho _{m}{\vec {v}})=0,}
2. {\displaystyle {\frac {d{\vec {v}}}{dt}}=\partial _{t}{\vec {v}}+{\vec {v}}\cdot \nabla {\vec {v}}=-{\frac {1}{m}}\mathbf {\nabla } (Q+V),}

wobei
- {\displaystyle {\vec {v}}({\vec {x}},t)=\mathbf {\nabla } S/m} (Strömungsgeschwindigkeit) bzw. {\displaystyle \nabla S=m\cdot {\vec {v}}} (Impuls)

- {\displaystyle \rho _{m}=m\rho =m|\psi |^{2}} (Massedichte) mit Normierungsbedingung {\displaystyle \int \rho ({\vec {x}},t)d^{3}x=1} bzw. {\displaystyle \int \rho _{m}({\vec {x}},t)d^{3}x=m} zu jeder Zeit {\displaystyle t}
- {\displaystyle Q=-{\frac {\hbar ^{2}}{2m}}{\frac {\nabla ^{2}{\sqrt {\rho }}}{\sqrt {\rho }}}=-{\frac {\hbar ^{2}}{2m}}{\frac {\nabla ^{2}{\sqrt {\rho _{m}}}}{\sqrt {\rho _{m}}}}} (Bohmsches Quantenpotential).

## Bedeutung
Aufgrund ihrer Nichtlinearität sind die Madelunggleichungen schwierig zu handhaben, zeigen aber, dass es nichtlineare Gleichungen gibt, die sich auf lineare Gleichungen zurückführen lassen.